# 常浪川
常浪川（とこなみがわ）は、新潟県阿賀町を流れる河川。阿賀野川の支流である。

## 概要
中之又山（標高1,070 m）を源とし、阿賀町内を北東に流下したのち、津川市街の麒麟山近くで阿賀野川と合流する。沿岸には河岸段丘が発達する。流域の90%以上が森林として利用され、2%が水田や畑、0.5%建物用地となっている。
清流として知られ、魚つりや川遊びなど、レクリェーションの場として親しまれている。スナヤツメ、カワヤツメ、アブラハヤ、ウケクチウグイ、ドジョウ、アカザ、カジカなどの生息が確認されている。上川支所近くには遊具、炊事場やトイレを備えた向ノ島公園が整備されている。
流域の景勝地としては大尾不動滝、室谷洞窟、小瀬ヶ沢洞窟、旭滝、たきがしら湿原などがあるほか、御神楽温泉では河川の自然景観を楽しむことができる。
流域では農業のほか林業が現在でも行われている。また、かつて西川鉱山をはじめとする小規模な鉱山が多数所在した。

## 災害
平成23年7月新潟・福島豪雨の際には流域の気象庁アメダス「室谷」で国内最高記録となる10分間降水量50.0 mmを観測し、氾濫が発生した。また、過去にも1969年（昭和44年）8月の台風7号や平成16年7月新潟・福島豪雨などで氾濫、家屋の浸水が発生している。

## 常浪川ダム
1972年に建設事業着手となったが、1999年度に発電事業者がダム事業から撤退し治水ダム事業に変更。その後何度も検討を経て事業は継続され、2005年度に付帯県道（新潟県道227号室谷津川線）が完成するなどしたが、2011年度に事業中止が決定した。
事業に伴い、室谷、鎌取の44戸の移転が完了した。このうち室谷では、住宅団地が整備され、移転後も青年会などのコミュニティが維持されている。